# Первоавгустівський
Первоавгустівський (рос. Первоавгустовский) — селище в Дмитрієвському районі Курської області Російської Федерації.
Населення становить 1606 осіб. Входить до складу муніципального утворення Первоавгустовська сільрада.

## Історія
Населений пункт розташований на території українського етнічного та культурного краю Східна Слобожанщина.
Від 2004 року входить до складу муніципального утворення Первоавгустовська сільрада.

## Населення
| 1959 | 1970  | 1979  | 1989  | 2002  | 2010  |
| ---- | ----- | ----- | ----- | ----- | ----- |
| 3039 | ↗3320 | ↘2872 | ↘2513 | ↘1716 | ↘1606 |